# Renato Franceschi
Renato Franceschi (Cortina d'Ampezzo, 4 novembre 1948) è un hockeista su ghiaccio italiano, terzino della Sportivi Ghiaccio Cortina.

## Carriera agonistica

### Giocatore
Renato inizia la sua attività di hockeista nella SG Cortina nel 1957 a soli 9 anni.
Con la Nazionale di hockey su ghiaccio maschile dell'Italia partecipa a due campionati del mondo di hockey su ghiaccio, uno in gruppo B (Belgrado 1978) ed uno in gruppo C (Barcellona 1979).
Nella sua carriera è stato quattro volte campione d'Italia: 1971, 1972, 1974 e 1975.
Ha inoltre vinto due volte la Coppa Italia di hockey su ghiaccio: 1973, 1974.
Si ritirerà dall'agonismo nel 1979.

### Allenatore
Dal 1982 al 1993 Renato è stato allenatore delle nazionali italiane gliovanili (Under-20 e Under-18).
Nella stagione 2002-2003 è stato allenatore dell'USG Zoldo

## Incarichi sociali
Renato è presidente allenatore e giocatore (terzino) dei Dinosauri di Cortina, una squadra di hockey composta da ex-giocatori della SG Cortina over-35 che abbiano giocato in nazionale.
Franceschi è consigliere della GIS (Gestione Impianti Sportivi), società che gestisce e gli impianti sportivi di Cortina d'Ampezzo per conto del comune